# Выборы губернатора Ростовской области (2015)
Выборы губернатора Ростовской области состоялись в Ростовской области 13 сентября 2015 года в единый день голосования. Срок полномочий губернатора — пять лет. До участия в выборах было допущено 5 кандидатов. В первом туре был избран действующий губернатор Василий Голубев, набравший 78,21 % голосов избирателей.
На 1 июля 2015 года в Ростовской области был зарегистрирован 3 272 161 избиратель.

## Предшествующие события
Последние прямые выборы губернатора прошли в Ростовской области 23 сентября 2001 года. На них в первом туре победил Владимир Чуб, руководивший регионом с 1991 года. В 2005 году был повторно назначен губернатором Законодательным собранием Ростовской области по представлению президента РФ Владимира Путина.
14 июня 2010 года, в день окончания полномочий Владимира Чуба, губернатором назначен Василий Голубев. Срок его полномочий истекал в июне 2015 года.
8 июня 2015 года Голубев был назначен временно исполняющим обязанности губернатора до проведения выборов.

## Ключевые даты
- 9 июня 2015 года Законодательное собрание Ростовской области назначило выборы на 13 сентября 2015 года (единый день голосования)[3]
  - 11 июня постановление о назначении выборов опубликовано в СМИ[3]
- 11 июня опубликован расчёт числа подписей, необходимых для регистрации кандидата[4]
- с 1 июля — период выдвижения кандидатов[5]
  - агитационный период начинается со дня выдвижения кандидата и прекращается за одни сутки до дня голосования
- с 24 по 31 июля — представление документов для регистрации кандидатов (к заявлениям должны прилагаться листы с подписями муниципальных депутатов)[5]
- с 15 августа по 11 сентября — период агитации в СМИ[5]
- 12 сентября — день тишины
- 13 сентября — день голосования

## Выдвижение и регистрации кандидатов

### Право выдвижения
Губернатором Ростовской области может быть избран гражданин Российской Федерации, достигший возраста 30 лет.
В Ростовской области кандидаты выдвигаются только политическими партиями, имеющими в соответствии с федеральными законами право участвовать в выборах. Самовыдвижение не допускается.

### Муниципальный фильтр
1 июня 2012 года вступил в силу закон, вернувший прямые выборы глав субъектов Российской Федерации. Однако был введён так называемый муниципальный фильтр. Всем кандидатам на должность главы субъекта РФ (как выдвигаемых партиями, так и самовыдвиженцам), согласно закону, требуется собрать в свою поддержку от 5 % до 10 % подписей от общего числа муниципальных депутатов и избранных на выборах глав муниципальных образований, в числе которых должно быть от 5 до 10 депутатов представительных органов муниципальных районов и городских округов и избранных на выборах глав муниципальных районов и городских округов. Муниципальным депутатам представлено право поддержать только одного кандидата.
В Ростовской области кандидаты должны собрать подписи 5 % муниципальных депутатов и глав муниципальных образований. Среди них должны быть подписи депутатов районных и городских советов и (или) глав районов и городских округов в количестве 5 % от их общего числа. Кроме того, кандидат должен получить подписи не менее чем в трёх четвертях районов и городских округов. По расчёту избиркома, каждый кандидат должен собрать от 257 до 269 подписей депутатов всех уровней и глав муниципальных образований, из которых от 59 до 61 — депутатов райсоветов и советов городских округов и глав районов и городских округов не менее чем 42 районов и городских округов области.

### Кандидаты в Совет Федерации
С декабря 2012 года действует новый порядок формирования Совета Федерации. Так каждый кандидат на должность губернатора при регистрации должен представить список из трёх человек, первый из которых, в случае избрания кандидата, станет сенатором в Совете Федерации от правительства региона.

## Кандидаты
| Кандидат           | Должность (на момент выдвижения)                                                                                                  | Партия выдвижения         | Статус          | Кандидаты в Совет Федерации                         |
| ------------------ | --- | ------------------------- | --------------- | --------------------------------------------------- |
| Василий Голубев    | врио губернатора Ростовской области                                                                                               | Единая Россия             | зарегистрирован | Евгений Бушмин Владимир Лакунин Лариса Тутова       |
| Михаил Емельянов   | депутат Госдумы, первый зампредседателя комитета по экономической политике, инновационному развитию и предпринимательству         | Справедливая Россия       | зарегистрирован | Сергей Косинов Александр Пиценко Геннадий Терещенко |
| Иван Колесников    | начальник НОУ «Кагальницкий учебный спортивно-технический клуб»                                                                   | Партия пенсионеров России | зарегистрирован | Иван Мордак Дмитрий Грачев Андрей Пустовойтов       |
| Николай Коломейцев | депутат Госдумы, зампредседателя комитета по труду, социальной политике и делам ветеранов, замруководителя фракции КПРФ в Госдуме | КПРФ                      | зарегистрирован | Евгений Бессонов Виктор Булгаков Владимир Карпенко  |
| Иван Новиков       | помощник депутата Госдумы Валентина Свиридова по работе в Ростовской области                                                      | ЛДПР                      | зарегистрирован | Александр Косых Евгений Федяев Николай Трембачёв    |

## Итоги выборов
В выборах приняли участие 1 587 257 человек, таким образом явка избирателей составила 48,47 %.
| Место                       | Место                       | Кандидат                    | Партия                      | Голосов   | %       |
| --------------------------- | --------------------------- | --------------------------- | --------------------------- | --------- | ------- |
|                             | 1.                          | Василий Голубев             | Единая Россия               | 1 241 345 | 78,21 % |
|                             | 2.                          | Николай Коломейцев          | КПРФ                        | 185 048   | 11,66 % |
|                             | 3.                          | Михаил Емельянов            | Справедливая Россия         | 79 898    | 5,03 %  |
|                             | 4.                          | Иван Новиков                | ЛДПР                        | 37 697    | 2,37 %  |
|                             | 5.                          | Иван Колесников             | Партия пенсионеров России   | 19 939    | 1,26 %  |
| Недействительных бюллетеней | Недействительных бюллетеней | Недействительных бюллетеней | Недействительных бюллетеней | 23 330    | 1,47 %  |
| Всего                       | Всего                       | Всего                       | Всего                       | 1 587 257 | 100 %   |
|                             |                             |                             |                             |           |         |
| Действительных бюллетеней   | Действительных бюллетеней   | Действительных бюллетеней   | Действительных бюллетеней   | 1 563 927 | 98,53 % |
| Явка                        | Явка                        | Явка                        | Явка                        | 1 587 257 | 48,47 % |
| Общее число избирателей     | Общее число избирателей     | Общее число избирателей     | Общее число избирателей     | 3 274 458 |         |

Выборы в первом туре выиграл Василий Голубев, набравший 78,21 % голосов избирателей. 29 сентября 2015 года он вступил в должность. Церемония состоялась в здании Ростовского государственного музыкального театра.
В тот же день Голубев назначил сенатором от правительства области вновь Евгения Бушмина, члена Высшего совета партии «Единая Россия», работающего в Совете Федерации с 2001 года (от правительства Ростовской области с сентября 2005 года)...